# Municipio Licoma Pampa
Das Municipio Licoma Pampa (auch: Villa Libertad Licoma) liegt im Departamento La Paz im südamerikanischen Anden-Staat Bolivien.

## Lage im Nahraum
Das Municipio Licoma Pampa ist eines von sechs Municipios der Provinz Inquisivi und liegt im zentralen Teil der Provinz. Es grenzt im Westen und Südwesten an das Municipio Quime, im Südosten und Osten an das Municipio Inquisivi und im Norden an das Municipio Cajuata. Es wurde als sechstes Municipio in der Provinz Inqusivi durch Gesetzesdekret vom 21. Februar 1989 gegründet.
Das Municipio hat 23 Ortschaften (localidades), der Verwaltungssitz des Municipios ist Licoma mit 2340 Einwohnern im nördlichen Teil des Municipio. (Volkszählung 2012)

## Geographie
Das Municipio Licoma Pampa liegt auf einer mittleren Höhe von 2800 m auf der Ostseite der Kordillere Quimsa Cruz, zwischen dem bolivianischen Altiplano im Westen und dem Amazonas-Tiefland im Osten.
Die mittlere Durchschnittstemperatur in der Talregion des Municipios liegt bei etwa 22 °C, der Jahresniederschlag beträgt 700 mm (siehe Klimadiagramm Licoma). Die Region weist ein ausgeprägtes Tageszeitenklima auf, die Monatsdurchschnittstemperaturen schwanken nur unwesentlich zwischen 18 °C im Juni/Juli und 24 °C im November/Dezember. Die Monate April bis Oktober sind arid, die Monatsniederschläge liegen zwischen unter 10 mm in den Monaten Juni und Juli und zwischen 130 und 150 mm von Januar bis Februar.

## Bevölkerung
Die Einwohnerzahl des Municipios Licoma Pampa ist zwischen 1992 und 2024 auf mehr als das Dreifache angestiegen:
| Jahr | Einwohner | Quelle       |
| ---- | --------- | ------------ |
| 1992 | 2337      | Volkszählung |
| 2001 | 2739      | Volkszählung |
| 2012 | 5488      | Volkszählung |
| 2024 | 7791      | Volkszählung |

Das Municipio hatte bei der letzten Volkszählung von 2024 eine Bevölkerungsdichte von 51,6 Einwohnern/km². Die Lebenserwartung der Neugeborenen lag im Jahr 2001 bei nur 55,7 Jahren, die Säuglingssterblichkeit ist von 9,5 Prozent (1992) auf 9,1 Prozent im Jahr 2001 gesunken.
Der Alphabetisierungsgrad bei den über 15-Jährigen beträgt 77,9 Prozent, und zwar 87,4 Prozent bei Männern und 67,5 Prozent bei Frauen. (2001)
91,9 Prozent der Bevölkerung sprechen Spanisch, 59,6 Prozent sprechen Aymara, und 3,9 Prozent Quechua. (2001)
60,4 Prozent der Bevölkerung haben keinen Zugang zu Elektrizität, 83,7 Prozent leben ohne sanitäre Einrichtung. (2001)
70,6 Prozent der insgesamt 738 Haushalte besitzen ein Radio, 27,4 Prozent einen Fernseher, 14,0 Prozent ein Fahrrad, 13,1 Prozent ein Motorrad, 2,7 Prozent ein Auto, 4,9 Prozent einen Kühlschrank und 0,0 Prozent ein Telefon. (2001)

## Politik
Ergebnis der Regionalwahlen (concejales del municipio) vom 4. April 2010:
| Wahl- berechtigte |  | Wahl- beteiligung | gültige Stimmen |  | MAS-IPSP | MSM    | M.P.S. | FPV   |
| ----------------- |  | ----------------- | --------------- |  | -------- | ------ | ------ | ----- |
| 926               |  | 807               | 584             |  | 294      | 160    | 80     | 50    |
|                   |  | 87,1 %            | 72,4 %          |  | 50,3 %   | 27,4 % | 13,7 % | 8,6 % |

Ergebnis der Regionalwahlen (elecciones de autoridades políticas) vom 7. März 2021:
| Wahl- berechtigte |  | Wahl- beteiligung | gültige Stimmen |  | MAS-IPSP | J.A.LLALLA.L.P. | PBCSP  | MTS    | FPV    | SOL.BO | C-A    |
| ----------------- |  | ----------------- | --------------- |  | -------- | --------------- | ------ | ------ | ------ | ------ | ------ |
| 1.432             |  | 1.233             | 1.010           |  | 661      | 208             | 38     | 23     | 19     | 18     | 7      |
|                   |  | 86,10 %           | 81,91 %         |  | 65,45 %  | 20,59 %         | 3,76 % | 2,28 % | 1,88 % | 1,78 % | 0,69 % |

## Gliederung
Das Municipio untergliederte sich bei der Volkszählung von 2012 in die folgenden drei Kantone (cantones):
- 02-1006-01 Kanton Licoma Pampa – 14 Ortschaften – 4.260 Einwohner
- 02-1006-02 Kanton Charapaxi – 8 Ortschaften – 1.030 Einwohner
- 02-1006-03 Kanton Caraguatá – 1 Ortschaft – 198 Einwohner

## Ortschaften im Municipio Licoma Pampa
- Kanton Licoma Pampa
  - Licoma 2340 Einw.

- Kanton Charapaxi
  - Charapaxi 282 Einw.

- Kanton Caraguatá
  - Caraguatá 198 Einw.